# Ley Faure
La ley Faure, que debe su nombre al ministro francés de Educación nacional Edgar Faure, es una ley de reforma universitaria aprobada el 12 de noviembre de 1968 para la reorientación de la educación superior francesa. La ley aborda una reforma administrativa de la Universidad mediante la concesión de mayor autonomía a las instituciones, la eliminación de las facultades y, a su vez, la creación de las unidades de enseñanza y de investigación (UER), así como un "Consejo universitario" en el que los participantes son los delegados de los estudiantes, el personal técnico (BIATOSS) y administrativo, así como personalidades exteriores (representantes electos locales, empresarios, sindicalistas). También alienta el enfoque multidisciplinar y la integración de las actividades de enseñanza y de investigación a través de la condición de profesor-investigador.

## Contexto político
En 1968, tras los graves acontecimientos de mayo, le fue confiada a Edgar Faure la cartera de Educación nacional. Los planteamientos de la nueva ley de noviembre de 1968 sorprendieron a la clase política, que la apoyó sin fisuras, desde la derecha política hasta la izquierda socialdemócrata (los comunistas se abstuvieron). La ley marca una ruptura con la educación francesa mediante la integración de algunas de las reivindicaciones de mayo del 68, tales como la participación en la gestión de las instituciones de todos los actores de la educación y el fomento de la interdisciplinariedad.

## La aplicación
La aplicación de la reforma está contemplada en el título VIII de la ley. El artículo 39 establece el 31 de diciembre de 1968 como fecha de referencia para el establecimiento de la lista provisional de las nuevas unidades para la enseñanza y la investigación (UER) con la intención de hacer una reforma completa de la Universidad. Cada unidad de enseñanza e investigación (UER) podrá elegir a delegados que la representen en las diferentes categorías de trabajadores y estudiantes. El artículo 40 da la misión a los delegados de las unidades de elaborar sus estatutos y designar a los delegados de la unidad en la asamblea constituyente provisional de la Universidad. El rector es el responsable final de la aprobación de los estatutos de cada unidad. El artículo 41 le da un mandato a la asamblea constituyente provisional para redactar y aprobar unos Estatutos de la Universidad y nombrar a sus representantes para el Consejo nacional. Los estatutos de cada universidad deberán ser ratificados por el ministro de Educación nacional. La estructura y composición de las universidades en unidades para la enseñanza e investigación se hizo por decreto ministerial. El estatuto de institución pública de naturaleza científica y cultural se confiere por decreto a las universidades cuyos estatutos han sido aprobados.
La lista de 648 unidades provisionales fue establecida por decreto de 31 de diciembre de 1968. Las universidades se componen a continuación de las unidades definidas por la orden ministerial de 31 de diciembre de 1968. Las unidades creadas por la conversión o la división de unidades preexistentes como los departamentos también fueron sometidas a las nuevas directrices (decreto 70-246). De este modo, en la constitución de las renovadas universidades, en muchos casos, las nuevas unidades de enseñanza e investigación (UER) se desglosaban entre dos universidades, como es el caso de las unidades de estudios jurídicos generales entre las universidades París I y París II; la unidad de Literatura y de lengua francesa se desglosó entre las universidades París III y IV, y la unidad de Ciencias entre las universidades de París VI y VII.